# Preço de noiva

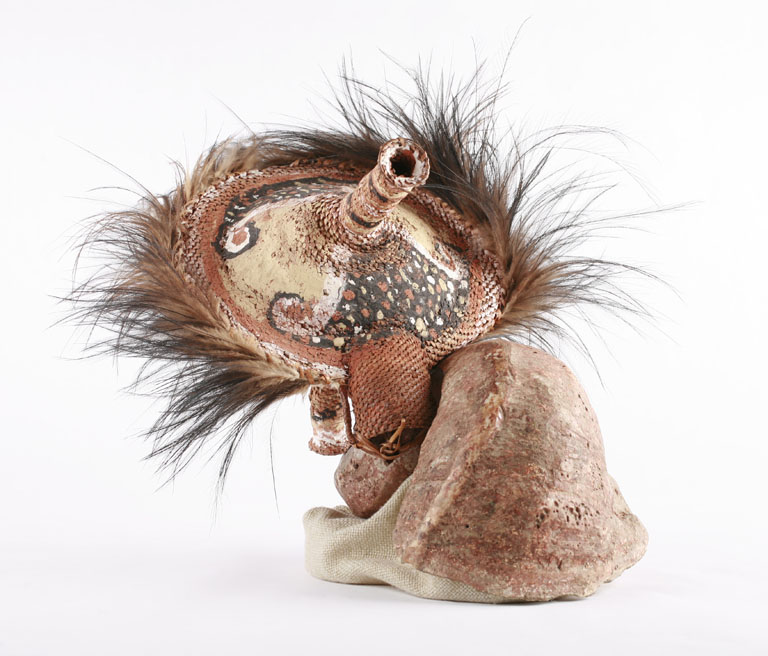
Uma cesta de preço de noiva papuana do início do século XX. Na coleção do Museu Infantil de Indianápolis.

Preço de noiva é o dinheiro, a propriedade, ou outra forma de riqueza, paga pelo noivo ou sua família, para a família da mulher com quem ele vai se casar ou está se casando. O preço de noiva pode ser comparado ao dote, que é pago ao noivo ou usado pela noiva para ajudar a estabelecer a nova habitação, e contradote, que é a propriedade acertada com a própria noiva pelo noivo, no momento do casamento. Algumas culturas podem praticar o dote e o preço de noiva, simultaneamente. Muitas culturas já praticavam o preço de noiva antes de registros existentes.
A tradição de pagar o preço de noiva é praticado em muitos países da Ásia, do Oriente Médio, partes da África e em algumas civilizações do Pacífico, especialmente os da Melanésia. A quantidade pode variar de montantes mínimos, para manter a tradição, até muitos milhares de dólares em alguns casamentos na Tailândia, podendo chegar a $100.000, nos excepcionalmente grandes preços de noiva em partes da Papua Nova Guiné, onde o preço de noiva é habitual.

## Função
O preço de noiva normalmente é pago em uma moeda que não é geralmente usada para câmbio. De acordo com o antropólogo francês, Philippe Rospabé, o seu pagamento não implica na compra de uma mulher, como se pensava no início do século XX. Ao invés disso, ele é um gesto puramente simbólico do reconhecimento (mas nunca pagamento) do débito permanente do marido com os pais da esposa.
Dotes existem em sociedades onde o capital é mais valioso do que o trabalho manual. Por exemplo, na Europa da Idade Média, a família de uma futura esposa era obrigada a oferecer um dote - terra, gado e dinheiro - para a família do futuro marido. O preço de noiva existe em sociedades onde o trabalho manual é mais importante do que o capital. Na África Subsariana, onde a terra era abundante e havia poucos ou nenhum animal domesticado, o trabalho manual era mais valioso do que o capital e, portanto,o preço de noiva dominava.
Uma explicação da psicologia evolucionista para o dote e o preço de noiva é que o preço de noiva é comum em sociedades poligínias, que possuem uma relativa escassez de mulheres disponíveis. Em sociedades monogâmicas, onde as mulheres têm pouca riqueza pessoal, o dote é, ao invés disso, comum, pois há uma relativa escassez de homens ricos, que podem escolher entre muitas mulheres para se casarem.

## História

### Mesopotâmia
O Código de Hamurábi menciona o preço de noiva em diversas leis, como um costume estabelecido. Não é o pagamento do preço de noiva que está previsto, mas a regulamentação de vários aspectos:
- um homem que pagou o preço de noiva, mas procurou outra noiva, não teria reembolso, mas ele teria se o pai da noiva recusou o casamento
- se uma mulher morreu sem filhos, seu pai tinha o direito de receber o seu dote de volta, menos o valor do preço de noiva[carece de fontes?]

### A tradição judaica
A Bíblia Hebraica (Tanakh) menciona a prática de pagar o preço de noiva ao pai de uma pequena menina. Em Êxodo 22:16-17 diz:
"Se alguém enganar alguma virgem, que não for desposada, e se deitar com ela, certamente pagará o seu dote e tomará por sua mulher. Se seu pai inteiramente recusar dar-lha, pagará ele em dinheiro conforme ao dote das virgens." 
Deuteronômio 22:28-29, similarmente, declara:
"Quando um homem achar uma moça virgem, que não for desposada, e pegar nela, e se deitar com ela, e forem apanhados, Então o homem que se deitou com ela dará ao pai da moça cinqüenta siclos de prata; e porquanto a humilhou, lhe será por mulher; não a poderá despedir em todos os seus dias."

Na tradição judaica, os rabinos dos tempos antigos, insistiam no contrato (Ketubá) do casal que estava prestes a se casar. O Ketubá previa um valor a ser pago pelo marido em caso de divórcio (guet) ou pelo seu espólio, no caso de sua morte. Este montante foi uma substituição do contradote bíblico ou preço de noiva, que era pago pelo noivo, no momento do casamento.
Esta inovação surgiu porque o preço de noiva criou um grande problema social: muitos futuros maridos jovens não podiam levantar a quantia no momento em que se esperava que eles se casassem. Assim, para permitir que esses jovens homens se casassem, os rabinos, com efeito, adiaram o momento em que o montante deveria ser pago, quando eles estariam mais suscetíveis a ter a soma. Também pode se notar que o dote e o ketubá tinham o mesmo propósito: a proteção da mulher, cujo suporte iria cessar (por morte ou divórcio). A única diferença entre os dois sistemas era o momento do pagamento.
Na verdade, os rabinos eram tão insistentes em que a noiva tivesse o "benefício da ketubá", que alguns até descreviam um casamento sem ketubá como sendo simplesmente um concubinato, porque a noiva sentiria falta do benefício do acordo financeiro em caso de divórcio ou morte do marido, e sem o dote, a mulher e seus filhos poderiam se tornar um fardo para a comunidade. No entanto, o marido poderia se recusar a pagar o ketubá se o divórcio fosse por adultério da esposa.
Nos tradicionais casamentos judeus, para este dia, o noivo oferece à noiva um objeto de valor, como uma aliança de casamento. O anel deve ter um certo valor mínimo, e é considerado um meio de cumprir a exigência legal do Halacá, de que o marido faça um pagamento para ou pela noiva.

### Grécia Antiga
Alguns dos acordos de casamento mencionados na Ilíada e na Odisséia sugerem que o preço de noiva era um costume da sociedade homérica. A linguagem utilizada para várias transações de casamento, no entanto, podem distorcer a distinção entre o preço de noiva e o dote, e, uma terceira prática, chamada de "dote indireto", pelo qual o noivo abre mão da propriedade em favor da noiva, que será, então, usado para estabelecer a residência. A "sociedade homérica" é uma construção fictícia, envolvendo figuras lendárias e deidades, apesar de figurar nos costumes históricos de várias épocas e lugares do mundo grego. No momento em que as epopeias homéricas foram escritas, praticas "primitivas", como o preço de noiva e a poligamia não faziam mais parte da sociedade grega. Menções deles preservam, se é que eles têm uma base histórica, costumes que datam do Período Homérico.:185
Na Ilíada, Agamemnon promete que Aquiles pode tomar uma noiva sem pagar o preço de noiva (hednon), ao invés de receber um dote (pherne). Na Odisséia, referências menos discutíveis sobre o preço de noiva estão nos acordos de casamento de Ctimene, a irmã de Ulisses; Pero, filha de Neleu, que exigiu gado por ela; e a própria deusa Afrodite, cujo marido, Hefesto ameaça fazer com que seu pai, Zeus, devolva o preço de noiva, porque ela era adúltera. É possível que o "preço de noiva" homérico seja parte de uma troca recíproca de presentes entre o futuro marido e o pai da noiva, mas, como a troca de presentes é uma prática fundamental de amizade e hospitalidade aristocrática, isso ocorre raramente, se muito, em conexão com arranjos de casamento.

### A lei islâmica
A lei islâmica ordena ao noivo que dê à noiva um presente chamado Mahr (em árabe: مهر) antes da consumação do casamento. Um mahr difere do significado padrão de preço de noiva, pois não é para a família da noiva, mas para a mulher guardar para si mesma; ele é, portanto, mais precisamente, descrito como um contradote. No Corão ele é mencionado, no capítulo 4, An-Nisa, versículo 4, da seguinte forma:
"E dêem às mulheres (com quem se casarem) sua Mahr [dinheiro nupcial obrigatório dado pelo marido à sua esposa no momento do casamento] de bom coração; mas se elas, de sua própria boa vontade, te isentar e qualquer parte dele, tome-o e desfrute dele sem medo de qualquer mal (pois Allah o tornou lícito)."
A lei islâmica considera um pecado (haraam) para o marido, que a família do noivo ou a família da noiva tome o mahr da noiva, sem decisão única e exclusiva dela.

### Os presentes da manhã
Os presentes da manhã, que podem ser organizados pelo pai da noiva, ao invés da noiva, são dados à própria noiva. O nome deriva do costume tribal germânico de dar os presentes a elas, na manhã seguinte à noite de núpcias. A mulher pode ter o controle do presente da manhã durante a vida de seu marido, mas recebe como propriedade quando viúva. Se a quantidade de sua herança é estabelecida por lei, ao invés de acordo, ele pode ser chamado de contradote. Dependendo dos sistemas legais e do acordo específico, ela pode não ter propriedade para dispôr dele a vida toda, e pode perder a propriedade se voltar a se casar. O costume dos presentes da manhã foi preservado por muitos séculos, em casamentos morganáticos, uma união em que o status social inferior da mulher era mantido para proibir seus filhos de herdarem títulos ou propriedades nobres. Neste caso, o presente da manhã dai suporte à mulher e aos seus filhos. Outra disposição legal para a viuvez era a conjunta, em que a propriedade, geralmente terra, seria mantida em bem conjunto, de modo que iria automaticamente para a viúva, na morte do marido.

## Hoje em dia

### África
Em partes da África, uma cerimônia de casamento tradicional depende do pagamento de um preço de noiva para ser válido. Na África Subsariana, o preço de noiva deve ser pago primeiro, para o casal obter permissão de se casar na igreja ou em outras cerimônias civis, ou o casamento não é considerado válido pela família da noiva. O montante pode variar de uma quantia mínima até uma grande soma de dinheiro, bens imóveis e outros valores. Lobolo (ou Lobola, por vezes, também conhecido como Roora) é a mesma tradição na maioria das culturas da África Austral, Shona, Venda, Zulu, Ndebele, etc. O montante varia de algumas a várias cabeças de gado, caprinos e uma quantia em dinheiro, dependendo da família. O gado e cabras constituem parte integrante do casamento tradicional para fins cerimoniais durante, e após, a verdadeira cerimônia de casamento.
Os animais e o dinheiro não são sempre pagos de uma só vez. Dependendo da riqueza do noivo, ele e sua família podem fazer um contrato não escrito com a família da noiva, semelhante ao ketubá judeu, em que ele promete pagar o que deve, dentro de um determinado período de tempo. Isso é feito para permitir que homens jovens, que não têm muito para se casar, já que eles trabalham para pagar o preço de noiva, bem como formar uma família ou esperar por suas irmãs e tias se casarem, para que eles, por sua vez, possam utilizar o valor recebido para liquidar suas dívidas com suas consortes. Este valor deve ser pago pela sua família na eventualidade que ele fique incapacitado ou morra. É considerado uma dívida de honra familiar.
A tradição do preço de noiva pode ter efeitos destrutivos quando homens jovens não têm os meios para se casarem. No arrasado Sudão do Sul, por exemplo, muitos homens jovens roubam gado pra isso, muitas vezes arriscando suas vidas. No Gabão da metade do século XX, toda a vida de uma pessoa podia ser regida por assuntos financeiros ligados ao casamento; para garantir uma esposa para seu filho, os pais começavam a pagar prestações por uma menina de apenas alguns anos de idade; do lado da família da esposa inicia-se um processo de extorsão, que se prolonga por anos.
Nos Grandes Lagos Africanos, na Uganda, o Projeto MIFUMI realizou um plebiscito em Tororo, em 2001, se o preço de noiva deveria ser um presente não-reembolsável. Em 2004, houve uma conferência internacional sobre o preço de noiva em Kampala, Uganda. Ela reuniu ativistas de Uganda, Quênia, Tanzânia, Nigéria, Gana, Senegal, Ruanda e África do Sul, para discutir o efeito que o pagamento do preço de noiva tem sobre as mulheres. Os deputados também falaram sobre maneiras de eliminar essa prática na África e em outros lugares. Também foi emitido um projeto de lei em 2008. Em 2007, o MIFUMI levou o governo da Uganda ao Tribunal Constitucional, desejando que o tribunal decretasse que a prática do preço de noiva é inconstitucional. Especialmente, foi exigido, que o preço de noiva, uma vez pago, não deveria ser reembolsado se o casal chegasse a um divórcio. Mas há de se considerar que MIFUMI está longe de representar as mulheres da Uganda ou, até mesmo, toda a sociedade. O caso foi ouvido em setembro de 2009, mas perdeu contra o governo de Uganda. O direito consuetudinário não pode, de forma alguma, ser alterado por alguns ativistas de uma ONG internacional, como o MIFUMI, mas somente a partir da sociedade nativa. Alterar o direito consuetudinário sobre o preço de noiva em Uganda é difícil, pois ele é mantido pela sociedade, que estão, especialmente, nas áreas rurais, aprovando sua relevância. Toda a cultura do povo de Ankole está profundamente ligada à instituição do preço de noiva. O seu costume conecta as famílias por toda a vida e as mulheres ficam orgulhosas so valor extremamente alto que elas recebem, comparado aos de Buganda ou da Ruanda. Não é raro que o noivo tenha que dar à sua noiva enormes quantias de gado e também uma casa, carro e outros bens. É claro, dependendo do "valor" da noiva (escolaridade, graduação), mas também, dentro de suas próprias possibilidades. Isso corresponde ao habitual preço de noiva da China; o rico tem que dar - caso contrário, ele pode até mesmo ser tomado à força pela família da noiva. Por outro lado, um homem rico, se casando com uma mulher educada, que gastou "milhões" em sua educação, no caro sistema de ensino da Uganda, querem e ficam orgulhosos em "aparecer" e pagar. Para mostrar a todo mundo - e especialmente à toda a família da noiva - quem são eles e quanta riqueza eles alcançaram. É uma questão de honra. Mas também há outros, que tomam empréstimos a serem pagos por muitos anos, apenas para se casar com a mulher que amam. Em outros casos, pessoas se casam em idade avançada, já que eles ainda precisam de mais tempo para adquirir propriedades suficientes para casarem com suas esposas oficialmente. O direito consuetudinário é também considerado mais do que apenas o preço de noiva, mas outros rituais e cerimônias que enriquecem as culturas da Uganda. 
É claro que, junto com mudanças constitucionais, alterações no direito consuetudinário seriam necessárias para abolir a prática. E o direito consuetudinário não é alterável por decisão, mas desenvolve-se sozinho.
Na África Subsariana, as visitas entre as famílias para negociarem o preço de noiva são costumes tradicionais que são considerados por muitos africanos como crucial para o casamento e a sociedade africana. As negociações em si têm sido descritas como o componente fundamental da prática, uma vez que eles fornecem às famílias da noiva e do noivo a oportunidade de se conhecerem e forjarem importantes vínculos. O preço em si, independente de seu valor, é simbólico, embora o costume também tenha sido descrito como "licença para possuir uma família na instituição africana do casamento". Em algumas culturas africanas, o preço de uma noiva está ligado à sua reputação e estima na comunidade (Ankole, Toro), um aspecto que tem sido criticado por estrangeiros, como humilhante para as mulheres. Em algumas culturas africanas, tais como os fangues, na Guiné Equatorial, e algumas regiões da Uganda, o preço é considerado como o "preço de compra" de uma esposa. Um ponto da crítica diz que o marido poderia, então, exercer o controle econômico sobre a esposa.
O grupo étnico majoritário da Guiné Equatorial, os fangues, praticam o preço de noiva de uma forma que subjuga as mulheres que se encontram em um casamento infeliz. O divórcio tem um estigma social entre os fangues e, no caso de uma mulher tentar deixar seu marido, espera-se que ela devolva os bens, inicialmente pagos à sua família. Se ela é incapaz de pagar a dívida, ela pode ser presa. Embora mulheres e homens, em teoria, tenham igualdade de direito de herança, na prática, os homens são, normalmente, aqueles que herdam a propriedade. Esta desvantagem econômica reforça a falta de liberdade das mulheres e seu menor status social.
O termo comum para o arranjo na África Austral é lobolo, da língua angune, um termo frequentemente utilizado na África Central e África Ocidental também. Os mais velhos controlavam os arranjos de casamento. Na África do Sul, o costume sobreviveu às influências coloniais, mas foi transformado pelo capitalismo. Uma vez que homens jovens começaram a trabalhar nas minas e em outros negócios coloniais, eles obtiveram os meios para aumentar o lobolo, levando os mais velhos a aumentarem o valor exigido para o lobolo, a fim de manter o seu controle.

### Ásia

#### Ásia Ocidental
Os assírios, que são os povos nativos da Ásia Ocidental, comumente praticam o preço de noiva (niqda). A tradição envolve a família do noivo pagando ao pai da noiva. A quantidade de dinheiro do niqda é atingida por negociação entre grupos de pessoas de ambas as famílias. O status social da família do noivo influencia a quantia que deve ser paga. Quando o assunto é acertado com a satisfação de ambos os chefes das famílias, o pai do noivo pode beijar a mão do pai da noiva para expressar respeito cavalheiresco e gratidão. Estas situações são, geralmente, filmadas e incorporadas ao vídeo do casamento. Música popular e dança costumam ocorrer após o pagamento ser feito, o que geralmente acontece na porta de casa, antes da noiva deixar sua casa com a escolta (geralmente um homem da família, em seguida, a conduz até a igreja).

#### Ásia Central
Em muitas partes da Ásia Central, o preço de noiva é esperado e obrigatório. Há vários nomes para ele, na Ásia Central, como em cazaque:  қалыңмал, em quirguiz:  калың, em usbeque:  qalin, e em russo:  калым [kɐˈɫɨm]. Também é comum no Uzbequistão e no Turcomenistão. O preço pode variar desde uma pequena quantia de dinheiro ou uma única cabeça de gado, o que equivale a um rebanho de gado, dependendo das tradições locais, e das expectativas e acordos das famílias envolvidas. A tradição é confirmada no Afeganistão. Uma "distorção sombria" envolveu a filha (de 6 anos de idade) de um afegão da Província de Helmand, refugiado no campo de Cabul, que estava para se casar com o filho de um credor, que pagou ao pai da garota $2500, para que o homem pudesse pagar as dívidas médicas. De acordo com o antropólogo, Deniz Kandiyoti, a prática aumentou após a queda do Talibã.

#### Tailândia
Na Tailândia, o preço da noiva - sin sod (Tailandês: สินสอด, pronuncia-se [sĭn sòt] e, frequentemente é usado erroneamente para se referir ao "dote") - é comum nos casamentos entre thais e entre thais e estrangeiros. O preço de noiva pode variar de nada - se a mulher for divorciada, tiver um filho de outro homem, ou se for amplamente sabido que ela teve relações pré-conjugais com os homens - até dezenas de milhões de bahtes (US$300.000 ou 9,567,757 THB) por uma mulher de alta posição social, uma miss, ou uma mulher muito bem educada. O preço de noiva na Tailândia é paga na cerimônia de noivado, e consiste de três elementos: dinheiro, ouro thai (96.5% de pureza), e a mais recente tradição ocidental, um anel de diamante. O raciocínio mais lógico para o preço de noiva, na Tailândia, é que ele permite ao noivo para demonstrar que ele tem recursos financeiros suficientes para sustentar a noiva (e possivelmente sua família) após o casamento. Em muitos casos, especialmente quando a quantia é grande, os pais de uma noiva thai devolvem tudo ou parte do preço de noiva ao casal, na forma de um presente de casamento seguinte à cerimônia de noivado.

#### Kachin
Na sociedade kachin, eles têm o sistema de Mayu e Dama. "Mayu" significa um grupo de pessoas que "fornecem" a mulher, e "Dama" significa um grupo de pessoas que "tomam" a mulher. O sistema de "riqueza da noiva" é extremamente importante para o sistema de parentesco na sociedade kachin. Ele tem sido usado por séculos. O propósito de dar a "riqueza da noiva" é dar honra ao "Mayu" que está dando a noiva, e criar um relacionamento forte. No entanto, não é em toda parte que o sistema  "riqueza da noiva" é o mesmo. Pode ser diferente, dependendo dos lugares e dos tempos. Também, o propósito de utilizar o sistema "riqueza da noiva" é o mesmo que antes. Na sociedade kachin, a riqueza da noiva precisava ser doado pelo "Dama" ao "Mayu." Os antepassados kachin achavam que se o "Dama" desse muitos preços de noiva ao "Mayu", significava que eles honram a noiva e a família dela. E também ninguém iria desdenhar do noivo e da noiva. 

#### China
Na tradicional cultura chinesa, uma auspiciosa data é marcada parao  ti qin (litalmente, "propôr casamento"), onde ambas as famílias se encontram para discutir o montante do preço de noiva (pìn jīn) exigido, entre outras coisas. Várias semanas antes do verdadeiro casamento, o ritual de guo da li (literalmente, "passar pela grande cerimônia") ocorre (em uma auspiciosa data). O noivo e o casamenteiro vão visitar a família da noiva com presentes, como bolos de casamento, doces e jóias, bem como o preço de noiva. No dia do casamento de fato, a família da noiva devolve uma parte do preço de noiva (às vezes na forma de dote), como um gesto de boa vontade.
Os preços de noiva variam de CN¥1.000.000 na famosa e capitalista Xangai, até meros CN¥10.000. Também muitas vezes é exigidoo, junto com o preço de noiva, uma casa (apartamento é aceitável, mas aluguéis não são) e um carro, tampouco, os valores em dólares são descontados do preço de noiva em si. Em algumas regiões, a família da noiva pode exigir outros tipos de doações, nenhum descontado do preço de noiva de si. 18 de maio é um dia particularmente auspicioso para pagar o preço de noiva e se casar, uma vez que a fonética chinesa é semelhante a "eu vou ficar rico". Os preços de noiva sobem rapidamente, na China , em grande parte, sem documentação, mas há um entendimento claramente verbal e cultural, de onde os preços de noiva estão hoje. A desigualdade de gênero na China aumentou a concorrência cada vez mais alta de preços de noiva. Dificuldades financeiras é uma justificativa inaceitável e ignorada para não pagar o preço de noiva. Se o lado do noivos não pode concordar ou pagar, eles (ou o próprio noivo) ainda têm que pagar o preço de noiva . Assim, empréstimo de parentes é uma opção popular (se não obrigatório) para "livrar a cara". A impossibilidade de pagar, é motivo para impedir um casamento, que qualquer um dos lados pode, igualmente, recomendar. Em particular, as famílias precisam do preço de noiva, devido à falta de uma rede de seguridade social na China, e à política do filho único, que deixa os pais sem aposentadoria ou assistência se seu único filho for "levado", já que as noivas normalmente se mudam para a casa do marido ao se casarem, bem como testam a capacidade do noivo para se casar pagando em dinheiro  e, emocionalmente, doando seus recursos à noiva. Publicamente, as famílias se referem ao preço de noiva como sustento no caso do marido abandonar ou se divorcia da esposa, e que o preço de noiva cria boa vontade entre as famílias. O lado do noivo deve pagar mais do que o lado da noiva exigiu, para "livrar a cara". As quantias, de preferência, seguem o habitual costume do envelope vermelho, embora a soma seja muito mais importante.
A mudança de padrões no processo de noivado e casamento em alguns vilarejos rurais da China moderna podem ser representado conforme as seguintes etapas:

1. Ti qin 提亲, "propôr casamento";
2. He tian ming 和天命, "de acordo a ordem do Céu" (ex:. encontrar um dia ritualmente auspicioso);
3. Jian mian 见面, "olhar no rosto", (ex:. encontro)
4. Ding hun 订婚, "noivar";
5. Yao ri zi 要日子, "pedir aos doadores de mulher a data do casamento"; e
6. Xin Jie ren 接新人, "tranferindo a noiva".

### Oceania

#### Papua-Nova Guiné
Os costumes do casamento tradicional variam amplamente na Papua Nova Guiné. Em um extremo está metade (ou 'troca de irmã'), as sociedades, onde um homem deve ter uma irmã para dar em troca de uma esposa, mas não é obrigado a pagar um preço de noiva, como é entendido em outras partes do país. No outro extremo estão as áreas ricas em recursos, as Terras Altas (Ocidentais e Orientais) de Papua Nova Guiné, onde localmente negociavam objetos de valor na forma de conchas e machados de pedra, foram deslocados pelo dinheiro e fábricas modernas (incluindo veículos e produtos da linha branca), durante o século XX. Preço de noiva extremamente altos, são pagos agora, nas Terras Altas, onde os homens  da vila são esperados para figurarem em suas relações a pagar aos familiares da esposa, com porcos e dinheiro, no valor entre $5.000 e $10.000. Se o casal tiver curso superior ou for bem posicionado nos negócios ou na política, o valor pago pode escalar para $50.000 ou $100,000, quando itens como um novo ônibus ou um Toyota 4WD são levados em conta. Preços de noiva podem ser localmente inflados por direitos de exploração de minas, e estão mais perto da, economicamente mais próspera, capital nacional, Porto Moresby.
Para a maioria dos casais, na maioria das províncias, no entanto, se um preço de noiva é pago, o pagamento será de até uma dúzia de porcos, bens domésticos e mais montantes em dinheiro.

#### Ilhas Salomão
Há uma tradição de pagamento do preço de noiva, na ilha de Malaita, nas Ilhas Salomão, apesar de o pagamento do preço de noiva não ser uma tradição em outras ilhas. As "conchas monetárias", produzidas na Lagoa Langa Langa, é a moeda tradicional utilizada no Malaita e por toda a Ilhas Salomão. O dinheiro consiste de pequenas discos de concha polidos, que são perfurados e colocados em barbantes. Ele pode ser usado como forma de pagamento do preço de noiva, funerais e indenizações, com as conchas monetárias tendo um valor equivalente em dinheiro. Ele também é usado como adorno e símbolo de status. A unidade padrão, conhecida como o tafuliae, é composta de vários fios de 1,5 metro de comprimento. As conchas monetárias ainda são produzida pelo povo da Lagoa Langa Langa, mas muito é herdado de pai para filho, e os velhos fios tradicionais, agora, são raros.

## Leitura complementar
- Hirsch, Jennifer S., Wardlow, Holly, Modern loves: the anthropology of romantic courtship & companionate marriage, Macmillan, 2006. ISBN 0-472-09959-0. Cf. Chapter 1, "Love and Jewlry", on the bride price.